# باول موسر
باول موسر (بالإنجليزية: Paul Moser)‏ هو فيلسوف أمريكي، ولد في 1957 في بيسمارك في الولايات المتحدة.